# Stichophthalma nourmahal
Espèce
Stichophthalma nourmahal est une espèce de grands papillons diurnes asiatiques de la famille des Nymphalidae et de la sous-famille des Morphinae. Elle a été décrite par Westwood en 1851.

## Distribution
Cette espèce se rencontre au Sikkim, dans l'Assam  et au Nagaland en Inde, ainsi qu'au Bhoutan